# Korsörtssläktet
Korsörtssläktet (Senecio) är ett växtsläkte i familjen korgblommiga växter med över 1000 arter och därmed ett av världens största växtsläkten. Utbredningen är i stort sett världsvid och arter förekommer i de flesta miljöer. Några arter odlas som trädgårds- eller krukväxter. Några arter som tidigare räknats till korsörter återfinns numera i släktet ståndsar (Jacobaea).
Ett enormt mångformigt släkte med allt från ettåriga örter till buskar. Bladen kan vara tunna eller suckulenta, strödda, enkla till upprepat parflikiga, vanligen kala, ibland håriga eller ulliga, med eller utan körtelhår.
Blomkorgarna kommer i ensamma, eller oftare i en kvastlik samling. Holkfjällen är jämnhöga, örtartade och ibland finns en ytterholk. Korgbottnen saknar fjäll mellan blommorna. Blommorna är vanligen gula, mer sällan vita eller rosa. Strålblommorna kan vara raka eller inrullade och de saknas helt ibland. Diskblommorna är rörlika. Ståndarna saknar bihang vid basen. Frukten är kal eller hårig, med vit hårpensel.
Giftig för människor och djur. 

## Dottertaxa till Korsörter, i alfabetisk ordning[1]
- Senecio abadianus
- Senecio abbreviatus
- Senecio aberrans
- Senecio abrotanifolius
- Senecio abruptus
- Senecio acanthifolius
- Senecio acarinus
- Senecio acaulis
- Senecio acetosifolius
- Senecio achalensis
- Senecio achilleifolius
- Senecio acroleucus
- Senecio actinella
- Senecio actinotus
- Senecio acutangulus
- Senecio acutifolius
- Senecio acutipinnus
- Senecio adamantinus
- Senecio adenodontus
- Senecio adenophyllus
- Senecio adenotrichius
- Senecio adglacialis
- Senecio adnatus
- Senecio adrianicus
- Senecio adscendens
- Senecio aegyptius
- Senecio aequinoctialis
- Senecio affinis
- Senecio alatipes
- Senecio albanensis
- Senecio albaniae
- Senecio albanopsis
- Senecio alberti-smithii
- Senecio albicaulis
- Senecio albifolius
- Senecio albogilvus
- Senecio albolutescens
- Senecio albonervius
- Senecio albo-punctatus
- Senecio albopurpureus
- Senecio albus
- Senecio alcicornis
- Senecio algens
- Senecio alienus
- Senecio alleizettei
- Senecio alliariifolius
- Senecio alloeophyllus
- Senecio almasensis
- Senecio almeidae
- Senecio almorzaderonis
- Senecio alniphilus
- Senecio aloides
- Senecio altimontanus
- Senecio altoandinus
- Senecio alvarezensis
- Senecio ambatensis
- Senecio ambraceus
- Senecio ambrosioides
- Senecio ameghinoi
- Senecio amplectens
- Senecio amplificatus
- Senecio amplifolius
- Senecio ampullaceus
- Senecio amygdalifolius
- Senecio analogus
- Senecio anapetes
- Senecio ancashinus
- Senecio anconquijae
- Senecio andersonii
- Senecio andinus
- Senecio andrieuxii
- Senecio anethifolius
- Senecio angulatus
- Senecio angulifolius
- Senecio angustifolius
- Senecio angustissimus
- Senecio anomalochrous
- Senecio antandroi
- Senecio anthemidiphyllus
- Senecio anthemifolius
- Senecio antofagastanus
- Senecio antucensis
- Senecio apensis
- Senecio aphanactis
- Senecio apolobambensis
- Senecio appendiculatus
- Senecio aquifoliaceus
- Senecio aquilaris
- Senecio aquilonaris
- Senecio arabidifolius
- Senecio arachnanthus
- Senecio arborescens
- Senecio arechavaletae
- Senecio arenarius
- Senecio argenteus
- Senecio argillosus
- Senecio argophylloides
- Senecio argutus
- Senecio argyreus
- Senecio aridus
- Senecio aristeguietae
- Senecio aristianus
- Senecio arleguianus
- Senecio armentalis
- Senecio arniciflorus
- Senecio arnicoides
- Senecio arnottii
- Senecio aronicoides
- Senecio articulatus
- Senecio aschenbornianus
- Senecio asirensis
- Senecio aspelina
- Senecio aspericaulis
- Senecio asperifolius
- Senecio asperulus
- Senecio asplenifolius
- Senecio astephanus
- Senecio atacamensis
- Senecio atratus
- Senecio atrofuscus
- Senecio attenuatus
- Senecio aurantiaca
- Senecio aureus
- Senecio auritifolius
- Senecio austin-smithii
- Senecio australandinus
- Senecio australis
- Senecio austromontanus
- Senecio ayapatensis
- Senecio baccharidifolius
- Senecio bahioides
- Senecio balensis
- Senecio balsamicus
- Senecio bampsianus
- Senecio bangii
- Senecio banksii
- Senecio barba-johannis
- Senecio barbarae
- Senecio barbatus
- Senecio barbertonicus
- Senecio barkhausioides
- Senecio barkleyi
- Senecio baronii
- Senecio barorum
- Senecio barrosianus
- Senecio bartlettii
- Senecio basalticus
- Senecio bathurstianus
- Senecio baurii
- Senecio bayonnensis
- Senecio beaufilsii
- Senecio behnii
- Senecio behrianus
- Senecio bejucosus
- Senecio belbeysius
- Senecio belenensis
- Senecio belgaumensis
- Senecio bellidifolius
- Senecio bellis
- Senecio benaventianus
- Senecio bergii
- Senecio bigelovii
- Senecio biligulatus
- Senecio billieturneri
- Senecio bipinnatisectus
- Senecio bipinnatus
- Senecio bipontinii
- Senecio biserratus
- Senecio blanchei
- Senecio blochmanae
- Senecio boelckei
- Senecio boliviensis
- Senecio bollei
- Senecio bomanii
- Senecio bombayensis
- Senecio bombycopholis
- Senecio bonariensis
- Senecio bonplandianus
- Senecio botijae
- Senecio brachyantherus
- Senecio brachycodon
- Senecio brachylobus
- Senecio brachypodus
- Senecio bracteatus
- Senecio bracteolatus
- Senecio brasiliensis
- Senecio brassii
- Senecio bravensis
- Senecio brenesii
- Senecio brevidentatus
- Senecio breviflorus
- Senecio brevilorus
- Senecio breviscapus
- Senecio brevitubulus
- Senecio bridgesii
- Senecio brigalowensis
- Senecio brittonianus
- Senecio brunonianus
- Senecio bryoniifolius
- Senecio bugalagrandis
- Senecio buglossus
- Senecio buimalia
- Senecio bulbinifolius
- Senecio bulleyanus
- Senecio bupleuroides
- Senecio burchellii
- Senecio burkartii
- Senecio burtonii
- Senecio bustillosianus
- Senecio byrnensis
- Senecio cacaliaster
- Senecio cachinalensis
- Senecio cajonensis
- Senecio cakilefolius
- Senecio calcensis
- Senecio calchaquinus
- Senecio calianus
- Senecio californicus
- Senecio calingastensis
- Senecio callosus
- Senecio calocephalus
- Senecio caloneotes
- Senecio calthifolius
- Senecio calyculatus
- Senecio campylocarpus
- Senecio canadensis
- Senecio canaliculatus
- Senecio canalipes
- Senecio cancellatus
- Senecio canchahuinganquensis
- Senecio candelariae
- Senecio candicans
- Senecio candidans
- Senecio candidissimus
- Senecio candolleanus
- Senecio candollii
- Senecio cannabinifolius
- Senecio cantensis
- Senecio caparaoensis
- Senecio cappa
- Senecio carbonelli
- Senecio carbonensis
- Senecio cardaminifolius
- Senecio carnerensis
- Senecio carnosulus
- Senecio carnosus
- Senecio carnulentus
- Senecio carpetanus
- Senecio carroensis
- Senecio caryophyllus
- Senecio castanaefolius
- Senecio catamarcensis
- Senecio catharinensis
- Senecio cathcartensis
- Senecio caucasica
- Senecio caudatus
- Senecio cedrosensis
- Senecio centropappus
- Senecio ceratophylloides
- Senecio ceratophyllus
- Senecio cerberoanus
- Senecio cervariifolius
- Senecio chalureaui
- Senecio chamomillifolius
- Senecio chanaralensis
- Senecio chapalensis
- Senecio chicharrensis
- Senecio chihuahuensis
- Senecio chilensis
- Senecio chillanensis
- Senecio chionogeton
- Senecio chionophilus
- Senecio chipauquilensis
- Senecio chiquianensis
- Senecio chiribogae
- Senecio chirripoensis
- Senecio chitaganus
- Senecio chodatianus
- Senecio choroensis
- Senecio chrysanthemoides
- Senecio chrysanthemum
- Senecio chrysocoma
- Senecio chrysocomoides
- Senecio chrysolepis
- Senecio chungtienensis
- Senecio cicatricosus
- Senecio cinarifolius
- Senecio cinerarioides
- Senecio cinerascens
- Senecio cirsiifolius
- Senecio cisplatinus
- Senecio citriceps
- Senecio citriformis
- Senecio clarioneifolius
- Senecio clarkianus
- Senecio claryae
- Senecio claussenii
- Senecio clivicola
- Senecio clivicolus
- Senecio coahuilensis
- Senecio cobanensis
- Senecio coccineus
- Senecio cochabambensis
- Senecio cochlearifolius
- Senecio cocuyanus
- Senecio colaminus
- Senecio coleophyllus
- Senecio collinus
- Senecio colpodes
- Senecio colu-huapiensis
- Senecio comberi
- Senecio comosus
- Senecio condimentarius
- Senecio condylus
- Senecio conferruminatus
- Senecio confertus
- Senecio confusus
- Senecio conrathii
- Senecio consanguineus
- Senecio conyzaefolius
- Senecio conyzifolius
- Senecio conzattii
- Senecio copeyensis
- Senecio coquimbensis
- Senecio corcovadensis
- Senecio cordifolius
- Senecio coriaceisquamus
- Senecio cornu-cervi
- Senecio coronatus
- Senecio coronopifolius
- Senecio coronopodiphyllus
- Senecio corymbosus
- Senecio coscayanus
- Senecio costaricensis
- Senecio cotyledonis
- Senecio covasii
- Senecio covuncensis
- Senecio coymolachensis
- Senecio crassiflorus
- Senecio crassiusculus
- Senecio crassorhizus
- Senecio crassulaefolius
- Senecio crassulus
- Senecio cremeiflorus
- Senecio cremnicola
- Senecio cremnophilus
- Senecio crenatus
- Senecio crenulatus
- Senecio crepidifolius
- Senecio crepidoides
- Senecio crispatipilosus
- Senecio crispus
- Senecio cristimontanus
- Senecio cristobalensis
- Senecio crithmoides
- Senecio cronquistii
- Senecio cryphiactis
- Senecio cryptocephalus
- Senecio cryptolanatus
- Senecio ctenophyllus
- Senecio cuchumatanensis
- Senecio culciklattii
- Senecio culcitenellus
- Senecio cumingii
- Senecio cuneatus
- Senecio cuneifolius
- Senecio cunninghamii
- Senecio curvatus
- Senecio cyaneus
- Senecio cylindrocephalus
- Senecio cymosus
- Senecio dahuricus
- Senecio daltonii
- Senecio dalzellii
- Senecio daochengensis
- Senecio darwinii
- Senecio davilae
- Senecio decaryi
- Senecio decurrens
- Senecio deferens
- Senecio deformis
- Senecio delicatulus
- Senecio deltoideus
- Senecio densiflorus
- Senecio densiserratus
- Senecio dentato-alatus
- Senecio denticulatus
- Senecio depauperatus
- Senecio deppeanus
- Senecio depressicola
- Senecio depressus
- Senecio descoingsii
- Senecio desiderabilis
- Senecio desideratus
- Senecio dewildeorum
- Senecio diaguita
- Senecio diaschides
- Senecio dichotomus
- Senecio diemii
- Senecio diffusus
- Senecio digitalifolius
- Senecio digitatus
- Senecio dilungensis
- Senecio dimorphocarpos
- Senecio diodon
- Senecio diphyllus
- Senecio discodregeanus
- Senecio discokaraguensis
- Senecio discolor
- Senecio disjectus
- Senecio dissidens
- Senecio dissimulans
- Senecio distalilobatus
- Senecio divaricoides
- Senecio diversifolius
- Senecio diversipinnus
- Senecio dodrans
- Senecio dolichocephalus
- Senecio dolichodoryius
- Senecio dombeyanus
- Senecio domingensis
- Senecio donianus
- Senecio doratophyllus
- Senecio doria
- Senecio doriaeformis
- Senecio doronicum
- Senecio doryphoroides
- Senecio doryphorus
- Senecio dregeanus
- Senecio drukensis
- Senecio dryadeus
- Senecio dryophyllus
- Senecio dubitabilis
- Senecio dumeticolus
- Senecio dumetorum
- Senecio dumosus
- Senecio dunedinensis
- Senecio durangensis
- Senecio duriaei
- Senecio echaetus
- Senecio edgeworthii
- Senecio eenii
- Senecio eightsii
- Senecio elegans
- Senecio ellenbeckii
- Senecio elmeri
- Senecio elquiensis
- Senecio embergeri
- Senecio emiliopsis
- Senecio eminens
- Senecio emirnensis
- Senecio engleranus
- Senecio epiphyticus
- Senecio erechtitioides
- Senecio eremicola
- Senecio eremophilus
- Senecio eriobasis
- Senecio eriophyton
- Senecio eriopus
- Senecio erisithalifolius
- Senecio erlangeri
- Senecio erosus
- Senecio ertterae
- Senecio erubescens
- Senecio eruciformis
- Senecio erysimoides
- Senecio erythropappus
- Senecio esleri
- Senecio espinosae
- Senecio eudorus
- Senecio euryopoides
- Senecio evacoides
- Senecio evelynae
- Senecio everettii
- Senecio exarachnoideus
- Senecio expansus
- Senecio exsertus
- Senecio extensus
- Senecio exuberans
- Senecio exul
- Senecio faberi
- Senecio fabrisii
- Senecio famatinensis
- Senecio farfaraefolius
- Senecio farinaceus
- Senecio farinifer
- Senecio fastigiatus
- Senecio faujasioides
- Senecio ferrugineus
- Senecio ferruglii
- Senecio filaginoides
- Senecio filaris
- Senecio filifer
- Senecio fistulosus
- Senecio flaccidifolius
- Senecio flaccidus
- Senecio flagellifolius
- Senecio flammeus
- Senecio flavus
- Senecio floribundus
- Senecio foeniculoides
- Senecio folidentatus
- Senecio formosanus
- Senecio formosissimus
- Senecio formosoides
- Senecio fragrantissimus
- Senecio franchetii
- Senecio francisci
- Senecio fremontii
- Senecio fresenii
- Senecio friesii
- Senecio fukienensis
- Senecio funckii
- Senecio furusei
- Senecio gallicus
- Senecio ganganensis
- Senecio garaventai
- Senecio garcibarrigae
- Senecio gariepiensis
- Senecio garlandii
- Senecio gayanus
- Senecio geifolius
- Senecio geniculatus
- Senecio gentryi
- Senecio georgianus
- Senecio gerberaefolius
- Senecio gerrardii
- Senecio gertii
- Senecio gibsonii
- Senecio giessii
- Senecio gilberti
- Senecio gilliesianus
- Senecio gilliesii
- Senecio glabellus
- Senecio glaber
- Senecio glaberrimus
- Senecio glabratus
- Senecio glabrescens
- Senecio glabrifolius
- Senecio glandulifer
- Senecio glanduloso-lanosus
- Senecio glanduloso-pilosus
- Senecio glandulosus
- Senecio glastifolius
- Senecio glaucus
- Senecio glinophyllus
- Senecio glomeratus
- Senecio glossanthus
- Senecio glutinarius
- Senecio glutinosus
- Senecio gmelinii
- Senecio gnidioides
- Senecio gnoma
- Senecio goldsacki
- Senecio gossweileri
- Senecio gossypinus
- Senecio graciellae
- Senecio graciliflorus
- Senecio gramineticola
- Senecio gramineus
- Senecio grandiflorus
- Senecio grandifolius
- Senecio grandis
- Senecio grandjotii
- Senecio greenmanii
- Senecio greenwayi
- Senecio gregatus
- Senecio gregorianus
- Senecio gregorii
- Senecio griffithii
- Senecio grindeliaefolius
- Senecio grisebachii
- Senecio grossidens
- Senecio guadalajarensis
- Senecio guascensis
- Senecio guerkei
- Senecio guerrensis
- Senecio gunckelii
- Senecio gunnii
- Senecio gymnocaulos
- Senecio gypsicola
- Senecio hadiensis
- Senecio haenkeanus
- Senecio haenkei
- Senecio halimifolius
- Senecio hallianus
- Senecio hallii
- Senecio halophilus
- Senecio haloragis
- Senecio hamamelifolius
- Senecio hamersleyensis
- Senecio hansweberi
- Senecio harleyi
- Senecio hastatifolius
- Senecio hastatus
- Senecio hastifolius
- Senecio hatcherianus
- Senecio hatschbachii
- Senecio hauwai
- Senecio haworthii
- Senecio haygarthii
- Senecio hedbergii
- Senecio hederiformis
- Senecio helgae
- Senecio helianthemoides
- Senecio helichrysoides
- Senecio heliopsis
- Senecio helminthioides
- Senecio helodes
- Senecio hemmendorffii
- Senecio heracleifolius
- Senecio hercynicus
- Senecio hermannii
- Senecio herreianus
- Senecio herrerae
- Senecio hesperidum
- Senecio heteroideus
- Senecio heteroschizus
- Senecio heterotrichius
- Senecio hewrensis
- Senecio hickenii
- Senecio hieracioides
- Senecio hieracium
- Senecio hieronymi
- Senecio hilairianus
- Senecio hillebrandii
- Senecio hintonii
- Senecio hintoniorum
- Senecio hirsutilobus
- Senecio hirsutulus
- Senecio hirtellus
- Senecio hirtifolius
- Senecio hirtus
- Senecio hjertingii
- Senecio hochstetteri
- Senecio hoehnei
- Senecio hoggariensis
- Senecio hohenacke
- Senecio hohenackeri
- Senecio hoi
- Senecio hollandii
- Senecio holubii
- Senecio hookeri
- Senecio howeanus
- Senecio hualtaranensis
- Senecio hualtata
- Senecio huitrinicus
- Senecio humbertii
- Senecio humidanus
- Senecio humifusus
- Senecio humillimus
- Senecio hydrophiloides
- Senecio hydrophilus
- Senecio hypargyraeus
- Senecio hyperborealis
- Senecio hypochoerideus
- Senecio hypoleucus
- Senecio hypsobates
- Senecio icaensis
- Senecio icoglossoides
- Senecio icoglossus
- Senecio ilicifolius
- Senecio iljinii
- Senecio illapelinus
- Senecio illinitus
- Senecio immixtus
- Senecio inaequidens
- Senecio incisus
- Senecio incomptus
- Senecio incrassatus
- Senecio infernalis
- Senecio infimus
- Senecio infirmus
- Senecio ingeliensis
- Senecio inornatus
- Senecio integerrimus
- Senecio integrifolius
- Senecio interpositus
- Senecio intricatus
- Senecio invalidus
- Senecio iranicus
- Senecio isabelis
- Senecio isatideus
- Senecio isatidioides
- Senecio iscoensis
- Senecio isernii
- Senecio ishcaivilcanus
- Senecio jacalensis
- Senecio jacksonii
- Senecio jacobeaeformis
- Senecio jacuticus
- Senecio jaffuelii
- Senecio jaliscanus
- Senecio jarae
- Senecio jeffreyanus
- Senecio jilesii
- Senecio jinotegensis
- Senecio jobii
- Senecio johnstonianus
- Senecio johnstonii
- Senecio jorquerae
- Senecio juergensii
- Senecio jujuyensis
- Senecio julianus
- Senecio junceus
- Senecio jungei
- Senecio juniperinus
- Senecio junodii
- Senecio jurgensenii
- Senecio kacondensis
- Senecio kalingenwae
- Senecio karaguensis
- Senecio karelinioides
- Senecio karstenii
- Senecio katangensis
- Senecio kawakamii
- Senecio kayomborum
- Senecio keniensis
- Senecio keniophytum
- Senecio kenteicus
- Senecio kerberi
- Senecio kermadecensis
- Senecio keshua
- Senecio killipii
- Senecio kingbishopii
- Senecio kingianus
- Senecio kingii
- Senecio klattii
- Senecio kleiniiformis
- Senecio kolenatianus
- Senecio kongboensis
- Senecio korshinskyi
- Senecio kosterae
- Senecio kotschyanus
- Senecio krameri
- Senecio krapovickasii
- Senecio krascheninnikovii
- Senecio kuanshanensis
- Senecio kuhbieri
- Senecio kuhlmannii
- Senecio kuluensis
- Senecio kumaonensis
- Senecio kundaicus
- Senecio kundelungensis
- Senecio kunturinus
- Senecio laceratus
- Senecio lacustrinus
- Senecio ladakhensis
- Senecio laetevirens
- Senecio laetus
- Senecio laevicaulis
- Senecio laevigatus
- Senecio lagascanus
- Senecio lageniformis
- Senecio lamarckianus
- Senecio lanatus
- Senecio lanceus
- Senecio lancifer
- Senecio landbeckii
- Senecio langei
- Senecio lanibracteus
- Senecio lanicaulis
- Senecio lanifer
- Senecio lanosissimus
- Senecio lanuginosus
- Senecio larahuinensis
- Senecio larecajensis
- Senecio laricifolius
- Senecio laseguei
- Senecio lasiocaulon
- Senecio lastarrianus
- Senecio latecorymbosus
- Senecio laticipes
- Senecio latiflorus
- Senecio latifolius
- Senecio latissimifolius
- Senecio laucanus
- Senecio lautus
- Senecio lawalreeanus
- Senecio lawsonii
- Senecio laxus
- Senecio legionensis
- Senecio leioclados
- Senecio lejolyanus
- Senecio lelyi
- Senecio lemmonii
- Senecio lenensis
- Senecio leonensis
- Senecio leontodontis
- Senecio leptocaulos
- Senecio leptolobus
- Senecio leptophyllus
- Senecio leptopterus
- Senecio leptoschizus
- Senecio lessingianus
- Senecio lessingii
- Senecio letouzeyanus
- Senecio leucadendron
- Senecio leucanthemifolius
- Senecio leucanthemoides
- Senecio leuceria
- Senecio leucoglossus
- Senecio leucomallus
- Senecio leucopappus
- Senecio leucopeplus
- Senecio leucophyton
- Senecio leucostachys
- Senecio leucus
- Senecio lewallei
- Senecio levingii
- Senecio lhasaensis
- Senecio liangshanensis
- Senecio liebmannii
- Senecio ligularia
- Senecio lijiangensis
- Senecio lilloi
- Senecio limosus
- Senecio linaresensis
- Senecio linariifolius
- Senecio linearifolius
- Senecio linearilobus
- Senecio lineatus
- Senecio lingianus
- Senecio linifolius
- Senecio lithophilus
- Senecio lithostaurus
- Senecio litorosus
- Senecio littoralis
- Senecio littoreus
- Senecio lividus
- Senecio loayzanus
- Senecio lobelioides
- Senecio lombokensis
- Senecio longicollaris
- Senecio longilinguae
- Senecio looseri
- Senecio lopez-guillenii
- Senecio lopezii
- Senecio lopez-mirandae
- Senecio loratifolius
- Senecio lorentziella
- Senecio lorentzii
- Senecio lucidus
- Senecio ludens
- Senecio luembensis
- Senecio lugens
- Senecio luridus
- Senecio luzoniensis
- Senecio lycopodioides
- Senecio lydenburgensis
- Senecio lyonii
- Senecio lyratus
- Senecio mabberleyi
- Senecio macedonicus
- Senecio macowanii
- Senecio macranthus
- Senecio macrocephalus
- Senecio macroglossoides
- Senecio macroglossus
- Senecio macrophyllus
- Senecio macrotis
- Senecio maculatus
- Senecio madagascariensis
- Senecio madariagae
- Senecio madrasensis
- Senecio maeviae
- Senecio magellanicus
- Senecio magnificus
- Senecio mairetianus
- Senecio makinoi
- Senecio malacophyllus
- Senecio malaissei
- Senecio manguensis
- Senecio mapuche
- Senecio maranguensis
- Senecio margaritae
- Senecio marginalis
- Senecio mariettae
- Senecio maritimus
- Senecio marojejyensis
- Senecio marotiri
- Senecio martinensis
- Senecio martirensis
- Senecio marus
- Senecio massaicus
- Senecio matricariifolius
- Senecio mattfeldianus
- Senecio mattirolii
- Senecio maulinus
- Senecio mauricei
- Senecio maydae
- Senecio mayurii
- Senecio mbuluzensis
- Senecio medley-woodii
- Senecio megacephalus
- Senecio megaglossus
- Senecio megalanthus
- Senecio megaoreinus
- Senecio megaphylla
- Senecio melanocalyx
- Senecio melanolepis
- Senecio melanopotamicus
- Senecio merendonensis
- Senecio mesembrynus
- Senecio mesogrammoides
- Senecio mexicanus
- Senecio meyeri-johannis
- Senecio michoacanus
- Senecio microalatus
- Senecio microcephalus
- Senecio microphyllus
- Senecio micropifolius
- Senecio microspermus
- Senecio microtis
- Senecio mikanioides
- Senecio milanjianus
- Senecio millelobatus
- Senecio mimetes
- Senecio minesinus
- Senecio miniauritus
- Senecio minutifolius
- Senecio miser
- Senecio mishmi
- Senecio mitonis
- Senecio mitophyllus
- Senecio mlilwanensis
- Senecio modestus
- Senecio mohavensis
- Senecio mohinorensis
- Senecio molinae
- Senecio monanthus
- Senecio montereyanus
- Senecio montevidensis
- Senecio monticola
- Senecio monttianus
- Senecio mooreanus
- Senecio moorei
- Senecio mooreioides
- Senecio moranii
- Senecio morotonensis
- Senecio morrisonensis
- Senecio mortonii
- Senecio mucronatus
- Senecio muirii
- Senecio mulgediifolius
- Senecio muliensis
- Senecio multibracteatus
- Senecio multibracteolatus
- Senecio multicaulis
- Senecio multiceps
- Senecio multidentatus
- Senecio multiflorus
- Senecio multifolius
- Senecio multilobus
- Senecio multinervis
- Senecio multivenius
- Senecio munnozii
- Senecio muricatus
- Senecio murinus
- Senecio murorum
- Senecio mustersi
- Senecio myricaefolius
- Senecio myriocephalus
- Senecio myriophyllus
- Senecio nagensium
- Senecio nanus
- Senecio napellifolius
- Senecio napifolius
- Senecio narinyonis
- Senecio natalicola
- Senecio navugabensis
- Senecio neaei
- Senecio neelgherryanus
- Senecio nemiae
- Senecio nemoralis
- Senecio nemorensis
- Senecio neobakeri
- Senecio neowebsteri
- Senecio nesomiorum
- Senecio nevadensis
- Senecio ngoyanus
- Senecio niederleinii
- Senecio nigrapicus
- Senecio nigrescens
- Senecio nigrocinctus
- Senecio nikoensis
- Senecio nivalis
- Senecio niveo-aureus
- Senecio niveoplanus
- Senecio niveus
- Senecio nodiflorus
- Senecio nordenskjoldii
- Senecio nubivagus
- Senecio nublensis
- Senecio nudicaulis
- Senecio nuraniae
- Senecio nutans
- Senecio oaxacanus
- Senecio obesus
- Senecio obovatus
- Senecio obtectus
- Senecio obtusatus
- Senecio ochrocarpus
- Senecio ochroleucus
- Senecio octolepis
- Senecio octophyllus
- Senecio odonellii
- Senecio odontopterus
- Senecio odoratus
- Senecio oederiifolius
- Senecio oerstedianus
- Senecio oldfieldii
- Senecio oldhamianus
- Senecio oleosus
- Senecio olgae
- Senecio oligoleucus
- Senecio oligophyllus
- Senecio olivaceobracteatus
- Senecio oophyllus
- Senecio oppositicordius
- Senecio orcuttii
- Senecio oreinus
- Senecio oreophilus
- Senecio oreophyton
- Senecio organensis
- Senecio orizabensis
- Senecio ornatus
- Senecio oryzetorum
- Senecio ostenii
- Senecio otaeguianus
- Senecio othannae
- Senecio othonniflorus
- Senecio otites
- Senecio otopterus
- Senecio ovatus
- Senecio ovoideus
- Senecio oxyodontus
- Senecio oxyphyllus
- Senecio oxyriifolius
- Senecio ozolotepecanus
- Senecio paarlensis
- Senecio pachyphyllos
- Senecio pachyrhizus
- Senecio paludaffinis
- Senecio pampae
- Senecio pampeanus
- Senecio panduratus
- Senecio panduriformis
- Senecio paniculatus
- Senecio papillaris
- Senecio pappii
- Senecio papuanus
- Senecio paraguariensis
- Senecio paramensis
- Senecio paranensis
- Senecio parascitus
- Senecio parasiticus
- Senecio parentalis
- Senecio parodii
- Senecio parryi
- Senecio parvifolius
- Senecio pascoensis
- Senecio pascuiandinus
- Senecio patagonicus
- Senecio pattersonensis
- Senecio pattersonii
- Senecio paucicalyculatus
- Senecio paucidentatus
- Senecio pauciflorus
- Senecio pauciflosculosus
- Senecio paucifolius
- Senecio paucijugus
- Senecio pauciradiatus
- Senecio paulensis
- Senecio paulsenii
- Senecio pavonii
- Senecio pearsonii
- Senecio pellucidus
- Senecio pelquensis
- Senecio peltophorus
- Senecio pemehuensis
- Senecio penicillatus
- Senecio penninervius
- Senecio pensilis
- Senecio pentactinus
- Senecio pentaphyllus
- Senecio pentapterus
- Senecio pentecostus
- Senecio pentlandicus
- Senecio peregrinus
- Senecio perezii
- Senecio pergamentaceus
- Senecio peripotamus
- Senecio perralderianus
- Senecio perrieri
- Senecio perrottetii
- Senecio persicifolius
- Senecio peteroanus
- Senecio petiolaris
- Senecio petraeus
- Senecio pfisteri
- Senecio pflanzii
- Senecio phanerandrus
- Senecio philippicus
- Senecio philippii
- Senecio phorodendroides
- Senecio phylicifolius
- Senecio phylloleptus
- Senecio picridioides
- Senecio picridis
- Senecio pierotii
- Senecio pillansii
- Senecio pilosicristus
- Senecio pilotus
- Senecio pilquensis
- Senecio pinacatensis
- Senecio pinachensis
- Senecio pinetorum
- Senecio pinguifolius
- Senecio pinifolius
- Senecio pinnatifidus
- Senecio pinnatifolius
- Senecio pinnatilobatus
- Senecio pinnatipartitus
- Senecio pinnatisecta
- Senecio pinnatus
- Senecio pinnulatus
- Senecio piptocoma
- Senecio pirottae
- Senecio pissisii
- Senecio planiflorus
- Senecio plantagineoides
- Senecio plantagineus
- Senecio platanifolius
- Senecio platensis
- Senecio plattensis
- Senecio platylepis
- Senecio platypus
- Senecio pleianthus
- Senecio pleistocephalus
- Senecio pleistophyllus
- Senecio pleniauritus
- Senecio pluricephalus
- Senecio poeppigii
- Senecio pogonias
- Senecio pohlii
- Senecio polelensis
- Senecio polyadenus
- Senecio polyanthemoides
- Senecio polyanthemus
- Senecio polygaloides
- Senecio polyodon
- Senecio polyphyllus
- Senecio polypodioides
- Senecio pongoensis
- Senecio porphyranthus
- Senecio porphyresthes
- Senecio portalesianus
- Senecio portulacoides
- Senecio poseideonis
- Senecio potosianus
- Senecio pottsii
- Senecio powellii
- Senecio praecox
- Senecio praeruptorum
- Senecio praeteritus
- Senecio prenanthiflorus
- Senecio prenanthifolius
- Senecio pricei
- Senecio prionopterus
- Senecio procumbens
- Senecio productus
- Senecio promatensis
- Senecio propinquus
- Senecio prostratus
- Senecio proteus
- Senecio provincialis
- Senecio prunifolius
- Senecio pseudalmeidae
- Senecio pseudaspericaulis
- Senecio pseuderucoides
- Senecio pseudoarnica
- Senecio pseudoformosus
- Senecio pseudomairei
- Senecio pseudoorientalis
- Senecio pseudopicridis
- Senecio pseudostigophlebius
- Senecio pseudosubsessilis
- Senecio pseudotites
- Senecio pteridophyllus
- Senecio pterophorus
- Senecio puberulus
- Senecio pubescens
- Senecio pubigerus
- Senecio puchii
- Senecio pudicus
- Senecio pugioniformis
- Senecio pulcher
- Senecio pulicarioides
- Senecio pumilus
- Senecio punae
- Senecio puna-sessilis
- Senecio purpureus
- Senecio purtschelleri
- Senecio pusillus
- Senecio pycnanthus
- Senecio pyramidatus
- Senecio pyrenaicus
- Senecio pyroglossus
- Senecio pyrophilus
- Senecio qathlambanus
- Senecio quadridentatus
- Senecio quaylei
- Senecio quebradensis
- Senecio queenslandicus
- Senecio quercetorum
- Senecio quinquelepis
- Senecio quinqueligulatus
- Senecio quinquelobus
- Senecio quinquenervius
- Senecio racemosus
- Senecio racemulifer
- Senecio radicans
- Senecio radiolatus
- Senecio ragazzii
- Senecio ragonesei
- Senecio rahmeri
- Senecio ramboanus
- Senecio ramentaceus
- Senecio ramosissimus
- Senecio ramosus
- Senecio randii
- Senecio raphanifolius
- Senecio rapifolius
- Senecio rauchii
- Senecio reclinatus
- Senecio recurvatus
- Senecio reedi
- Senecio regis
- Senecio rehmannii
- Senecio reicheanus
- Senecio reitzianus
- Senecio renardii
- Senecio renjifoanus
- Senecio repandus
- Senecio repangae
- Senecio repens
- Senecio repollensis
- Senecio reptans
- Senecio resectus
- Senecio retanensis
- Senecio reticulatus
- Senecio retortus
- Senecio retrorsus
- Senecio reverdattoi
- Senecio rhabdos
- Senecio rhammatophyllus
- Senecio rhizomatus
- Senecio rhomboideus
- Senecio rhyacophilus
- Senecio rhyncholaenus
- Senecio ricardii
- Senecio richardsonii
- Senecio richii
- Senecio riddellii
- Senecio rigidus
- Senecio riograndensis
- Senecio riojanus
- Senecio riomayensis
- Senecio riskindii
- Senecio ritovegana
- Senecio robertiifolius
- Senecio robustus
- Senecio roldana
- Senecio romeroi
- Senecio roripifolius
- Senecio rosei
- Senecio roseiflorus
- Senecio roseus
- Senecio rosmarinifolius
- Senecio rosmarinus
- Senecio rossianus
- Senecio rowleyanus
- Senecio royleanus
- Senecio rubrilacunae
- Senecio rudbeckiaefolius
- Senecio rudbeckiifolius
- Senecio rufescens
- Senecio rufiglandulosis
- Senecio rufinervis
- Senecio rugegensis
- Senecio ruiz-lealii
- Senecio runcinatus
- Senecio runcinifolius
- Senecio rutaceus
- Senecio ruthenensis
- Senecio ruwenzoriensis
- Senecio rzedowskii
- Senecio sabinjoensis
- Senecio saboureaui
- Senecio sacramentanus
- Senecio sakamaliensis
- Senecio salicifolia
- Senecio saltensis
- Senecio saluenensis
- Senecio salviifolius
- Senecio sanagastae
- Senecio sandersii
- Senecio sandersonii
- Senecio sandwithii
- Senecio sanguisorbae
- Senecio saniensis
- Senecio santanderensis
- Senecio santelicis
- Senecio santiagoensis
- Senecio saposhnikovii
- Senecio sarcoides
- Senecio sarracenicus
- Senecio saucensis
- Senecio saundersii
- Senecio saussureoides
- Senecio saxatilis
- Senecio saxicolus
- Senecio scaberulus
- Senecio scabrellus
- Senecio scalaris
- Senecio scandens
- Senecio scapiflorus
- Senecio scaposus
- Senecio schaffneri
- Senecio schimperi
- Senecio schizotrichus
- Senecio schoenemannii
- Senecio schreiteri
- Senecio schultzii
- Senecio schweinfurthii
- Senecio scitus
- Senecio sclerophyllus
- Senecio scoparius
- Senecio scopolii
- Senecio scopulorum
- Senecio scopulosus
- Senecio scorzonella
- Senecio scorzonerifolius
- Senecio scrobicaria
- Senecio scrobicarioides
- Senecio sectilis
- Senecio segethii
- Senecio selloi
- Senecio semiamplexifolius
- Senecio seminiveus
- Senecio sempervivus
- Senecio sepium
- Senecio sericeo-nitens
- Senecio sericeus
- Senecio serra
- Senecio serranus
- Senecio serraquitchensis
- Senecio serratifolius
- Senecio serratiformis
- Senecio serratuloides
- Senecio serrulatus
- Senecio serrurioides
- Senecio sessilifolius
- Senecio shabensis
- Senecio sibiricus
- Senecio sichotensis
- Senecio silphioides
- Senecio simplicissimus
- Senecio sinapoides
- Senecio sinuatilobus
- Senecio sinuatus
- Senecio sisymbriifolius
- Senecio skirrhodon
- Senecio skottsbergii
- Senecio smithii
- Senecio smithioides
- Senecio snowdenii
- Senecio sociorum
- Senecio socompae
- Senecio soldanella
- Senecio sophioides
- Senecio sorianoi
- Senecio sororius
- Senecio sotikensis
- Senecio spanomerus
- Senecio spartareus
- Senecio spartioides
- Senecio spathiphyllus
- Senecio spathulaefolius
- Senecio spathulatus
- Senecio spatulifolius
- Senecio speciosissimus
- Senecio speciosus
- Senecio spegazzinii
- Senecio spelaeicola
- Senecio sphaerocephalus
- Senecio spinescens
- Senecio spinosus
- Senecio spiraeifolius
- Senecio splendens
- Senecio spribillei
- Senecio squalidus
- Senecio squarrosus
- Senecio standleyi
- Senecio stauntonii
- Senecio steparius
- Senecio sterquilinus
- Senecio steudelii
- Senecio steudelioides
- Senecio steyermarkii
- Senecio stigophlebius
- Senecio stoechadiformis
- Senecio stokesii
- Senecio striatifolius
- Senecio strictifolius
- Senecio stylotrichus
- Senecio suazaensis
- Senecio subalpinus
- Senecio subarnicoides
- Senecio subauritus
- Senecio subcandidus
- Senecio subcanescens
- Senecio subcoriaceus
- Senecio subcymosus
- Senecio subdiscoideus
- Senecio subfractiflexus
- Senecio subfrigidus
- Senecio sublobatus
- Senecio submontanus
- Senecio subnemoralis
- Senecio subpanduratus
- Senecio subpeltatus
- Senecio subpubescens
- Senecio subrubriflorus
- Senecio subruncinatus
- Senecio subsessilis
- Senecio subsinuatus
- Senecio subumbellatus
- Senecio suffultus
- Senecio sukaczevii
- Senecio sulcicalyx
- Senecio sumarae
- Senecio sumatranus
- Senecio sumneviczii
- Senecio sundtii
- Senecio supremus
- Senecio surculosus
- Senecio surinamensis
- Senecio sylvaticus
- Senecio syneilesis
- Senecio syringifolius
- Senecio tabulicola
- Senecio tacuaremboensis
- Senecio taitungensis
- Senecio takedanus
- Senecio talinoides
- Senecio talquinus
- Senecio tamoides
- Senecio tampicanus
- Senecio tanacetopsis
- Senecio tandilensis
- Senecio tapianus
- Senecio taraxacoides
- Senecio tarijensis
- Senecio tarokoensis
- Senecio tasmanicus
- Senecio tatsiensis
- Senecio tauricus
- Senecio tehuelches
- Senecio teixeirae
- Senecio telekii
- Senecio telmateius
- Senecio tenellus
- Senecio teneriffae
- Senecio tenuicaulis
- Senecio tenuiflorus
- Senecio tenuifolius
- Senecio tephrosioides
- Senecio tergolanatus
- Senecio tetrandrus
- Senecio thamathuensis
- Senecio thapsoides
- Senecio theresiae
- Senecio thianschanicus
- Senecio thunbergii
- Senecio tibeticus
- Senecio tichomirovii
- Senecio tilcarensis
- Senecio tinctolobus
- Senecio tingoensis
- Senecio tocomarensis
- Senecio toluccanus
- Senecio tomentosa
- Senecio tonduzii
- Senecio tonii
- Senecio toroanus
- Senecio torticaulis
- Senecio tortuosus
- Senecio toxotis
- Senecio trachylaenus
- Senecio trachyphyllus
- Senecio trafulensis
- Senecio transiens
- Senecio transmarinus
- Senecio triangularis
- Senecio tricephalus
- Senecio trichocaulon
- Senecio trichochocaulon
- Senecio trichocodon
- Senecio tricuspidatus
- Senecio tricuspis
- Senecio trifidus
- Senecio trifurcatus
- Senecio trifurcifolius
- Senecio triligulatus
- Senecio trilobus
- Senecio triodon
- Senecio triodontiphyllus
- Senecio tripinnatifidus
- Senecio triplinervius
- Senecio triqueter
- Senecio tristis
- Senecio troncosii
- Senecio tropaeolifolius
- Senecio tuberculatus
- Senecio tuberosus
- Senecio tucumanensis
- Senecio tugelensis
- Senecio tweediei
- Senecio tysonii
- Senecio ulopterus
- Senecio umbellatus
- Senecio umbraculifer
- Senecio umbrosus
- Senecio umgeniensis
- Senecio unionis
- Senecio urophyllus
- Senecio urundensis
- Senecio usgorensis
- Senecio uspallatensis
- Senecio uspantanensis
- Senecio vaginatus
- Senecio vaginifolius
- Senecio vagus
- Senecio wairauensis
- Senecio walkeri
- Senecio variabilis
- Senecio varicosus
- Senecio warnockii
- Senecio warrenensis
- Senecio warszewiczii
- Senecio varvarcensis
- Senecio waterbergensis
- Senecio websteri
- Senecio wedglacialis
- Senecio vegetus
- Senecio velleioides
- Senecio venosus
- Senecio ventanensis
- Senecio venturae
- Senecio werdermannii
- Senecio veresczaginii
- Senecio vervoorstii
- Senecio westermanii
- Senecio vestitus
- Senecio vicinus
- Senecio viejoanus
- Senecio wightianus
- Senecio wightii
- Senecio villifructus
- Senecio viminalis
- Senecio windhoekensis
- Senecio violifolius
- Senecio viravira
- Senecio viridilacus
- Senecio viridis
- Senecio viscidulus
- Senecio viscosissimus
- Senecio viscosus
- Senecio vitalis
- Senecio vitellinoides
- Senecio vittarifolius
- Senecio wittebergensis
- Senecio volcanicola
- Senecio volckmannii
- Senecio volutus
- Senecio wootonii
- Senecio vulcanicus
- Senecio vulgaris
- Senecio xenostylus
- Senecio xerophilus
- Senecio yalae
- Senecio yalusay
- Senecio yauyensis
- Senecio yegua
- Senecio yungningensis
- Senecio yurensis
- Senecio zapahuirensis
- Senecio zapalae
- Senecio zeylanicus
- Senecio zimapanicus
- Senecio zoellneri
- Senecio zosterifolius